# 1371
Cette page concerne l'année 1371  du calendrier julien. Pour l'année 1371 av. J.-C., voir 1371 av. J.-C.
L'année 1371 est une année commune qui commence un mercredi.

## Événements
- 22 février : début du règne de Robert II Stuart, roi d'Écosse (jusqu'en 1390). Il est couronné à Scone le 26 mars[1]. La maison Stuart gouverne en Écosse jusqu'en 1714.
- 15 mars : défaite des anglais à Bressuire (Poitou)[2]. Bertrand Du Guesclin reconquiert le Poitou, l’Aunis et la Saintonge pour Charles V de France par une série de sièges (fin en 1373).
- 25 au 29 mars : traité de Vernon entre Charles V et Charles le Mauvais, roi de Navarre. Montpellier est cédé au roi de Navarre en compensation de Mantes et Meulan[3].
- 31 mars : traité d'Alcoutim[4]. Paix entre Ferdinand Ier de Portugal et Henri II de Castille. Ferdinand doit épouser Éléonore, la fille d'Henri mais le mariage ne se fait pas quand le roi tombe amoureux de Éléonore Teles de Menezes.
- 11 avril : traité de paix entre Jeanne Ire de Naples et Louis d'Anjou en présence du pape Grégoire XI[5].
- Avril : l'empereur byzantin Jean V Paléologue quitte Venise avec une flotte fournie par la République[6] au terme d'un accord négocié par Démétrios Chrysoloras pour obtenir sa délivrance après avoir été arrêté comme débiteur insolvable[7].
- 13 août[8] : révolte à Gênes contre le doge Antoine Adorno, qui est déposé et remplacé par Dominique de Campo Fregoso.
- Août - Septembre : siège et prise de Moncontour en Poitou par les Anglais et les barons poitevins[9].
- 26 septembre : bataille de Tchernomen, sur la Maritsa. Murat Ier écrase les Serbes du roi Vukašin et de son frère le despote Jean Ugliesa qui sont tués[10].
  - La Macédoine devient tributaire des Turcs Ottomans.
  - Le prince Lazar Hrebeljanović organise autour de lui la résistance des seigneurs serbes, mais doit reconnaitre en 1386 la suzeraineté turque[11].
  - L’Empire byzantin doit reconnaître Murat Ier comme suzerain par un traité signé en 1372-73[12].
- Novembre : le despote de Thessalonique Manuel Paléologue entre solennellement dans Serrès[6].

- Les princes russes cessent de se rendre à Saraï pour faire reconnaître leur règne par le khan et refusent de payer tribut à la Horde d'or[13].
- Une lettre de l'empereur Charles IV du Saint-Empire permet l'exploitation de la houille en Sarre[14].
- L’État byzantin sécularise une grande partie des biens monastiques pour les redistribuer sous forme de pronoiai et obtenir des pronoiaires un service militaire[15].
- Le moine Euthyme, futur patriarche de Bulgarie, fonde l'École littéraire de Tarnovo[16].